# Francia história (regény)
A Francia história (eredeti címén Fortune de France) Robert Merle azonos című regényfolyamának első kötete, mely 1977-ben jelent meg. A mű Franciaország újkori történelmének kezdeteinél veszi fel a cselekmény fonalát, bemutatva a korszakra oly jellemző vallásháborúkat is. Nyelvezete kissé régies, a magyar fordításban is érzékelhető módon, de ez nem megy az olvashatóság rovására. A szerző feltárja a hugenotta mozgalom születését Franciaországban, valós történelmi eseményeket is bemutatva.
Eredetileg ez az egyetlen kötet készült csak el, ám a nagy népszerűségre tekintettel Merle továbbírta a cselekményt.

## Történet
|  | Alább a cselekmény részletei következnek! |

Ez a kötet 1547-ben kezdődik, I. Ferenc király halálával, és 1566-ban fejeződik be, IX. Károly bayonne-i körutazása után egy évvel. Jean de Siourac és Jean de Sauveterre, két egykori katona, létrehoznak egy közösséget Château Mespech falai között, Sarlat városától nem messze, Périgord régiójában. Noha mindketten hugenották (protestánsok), Jean de Siourac egy katolikus nőt vett el feleségül, akitől két fia és egy lánya született: Francois, Pierre (a történet elbeszélője), és Catherine. Francois az uradalom leendő örököse, Pierre-t orvosnak szánják, aki már gyerekkorától kezdve együtt nevelkedik féltestvérével, Samsonnal, aki 3 éves korában került a várba anyja halála után, s Jean házasságtörő viszonyából származik.. A két Jean ügyesen lavírozva a nehézségek közt tartja fenn közösségét: járványok, éhínségek, támadó hadak, vallási feszültségek ellenére is helytállnak. Később a fiúkhoz csatlakozik Miroul, egy fiatal gyerek, aki a családja lemészárlása után tolvajnak állt. A cselekmény akkor ér véget, amikor Pierre, Samson és Miroul elindulnak megkezdeni tanulmányaikat Montpellier-ben.
|  | Itt a vége a cselekmény részletezésének! |

## Magyarul
- Francia história; ford. Görög Lívia; Európa, Bp., 1982

## Fordítás
- Ez a szócikk részben vagy egészben  a   Fortune de France (roman) című francia Wikipédia-szócikk ezen változatának fordításán alapul.  Az eredeti cikk szerkesztőit annak laptörténete sorolja fel. Ez a jelzés csupán a megfogalmazás eredetét és a szerzői jogokat jelzi, nem szolgál a cikkben szereplő információk forrásmegjelöléseként.